# マイケル・フランコ
マイケル・アントニオ・フランコ（Maikel Antonio Franco、1992年8月26日 - ）は、ドミニカ共和国アスア州アスア出身のプロ野球選手（内野手）。右投右打。東北楽天ゴールデンイーグルス所属。
愛称は「コンパ・F」。

## 経歴

### プロ入りとフィリーズ時代

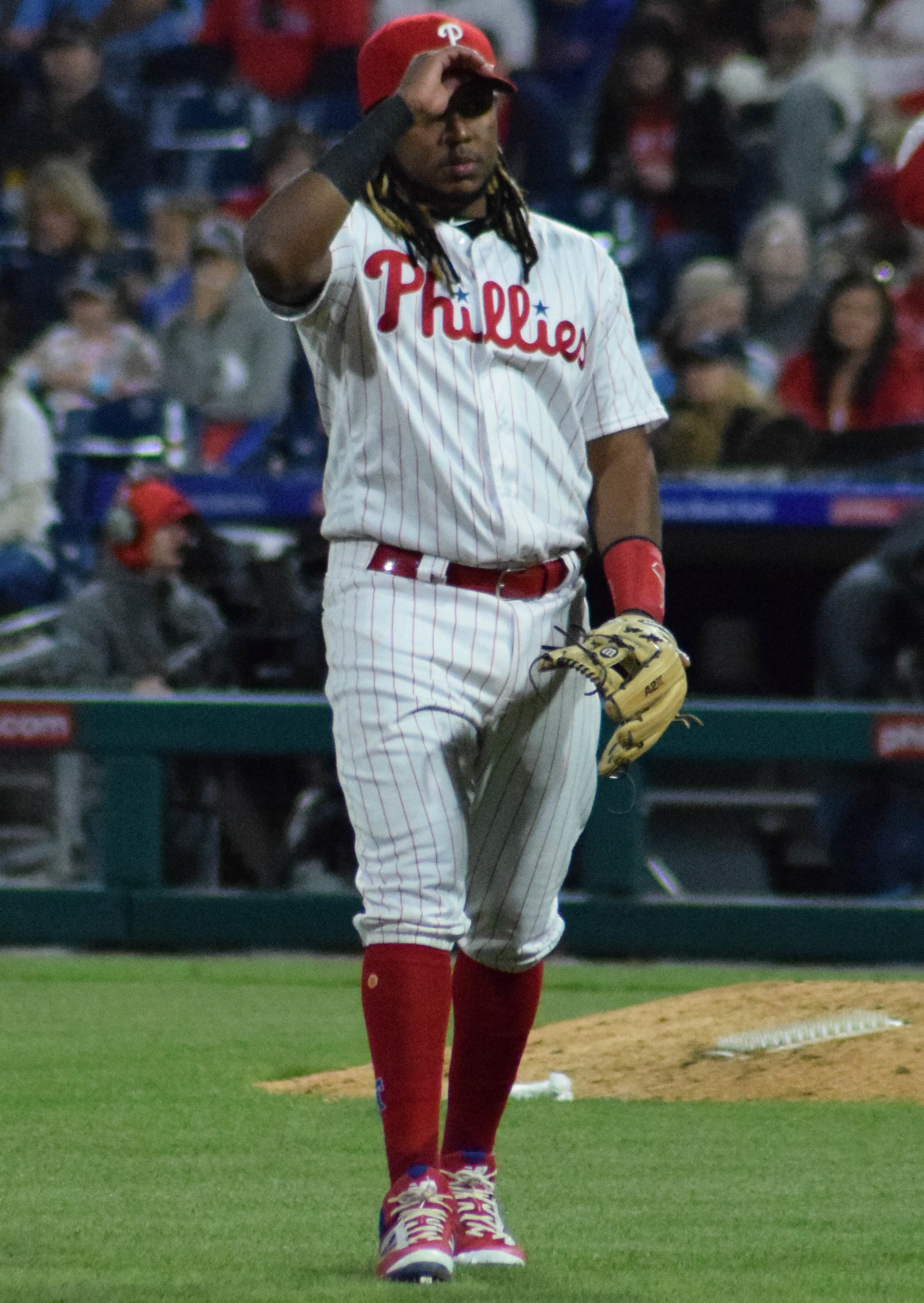
フィリーズ時代

2010年6月20日にフィラデルフィア・フィリーズと契約し、プロ入り。契約後、傘下のルーキー級ガルフ・コーストリーグ・フィリーズでプロデビュー。
2013年はマイナー2球団（A+級クリアウォーター・スレッシャーズ、AA級レディング・ファイティン・フィルズ）合計で134試合に出場し、打率.320、31本塁打、103打点、1盗塁を記録し、フィリーズ傘下のマイナー最優秀選手に与えられるポール・オーウェンス賞を受賞した。また、7月にはオールスター・フューチャーズゲームの世界選抜にも選出された。
2014年、マイナーではAAA級リーハイバレー・アイアンピッグスでプレーし、133試合に出場して打率.257、16本塁打、78打点、3盗塁を記録した。9月のロースター拡大でメジャー初昇格し、9月2日のアトランタ・ブレーブス戦でメジャーデビュー。この年メジャーでは16試合に出場して打率.179、5打点を記録した。
2015年は開幕をAAA級リーハイバレーで迎えたが、5月15日に昇格すると、三塁手のレギュラーを獲得。6月には打率.352、8本塁打、24打点と打棒が爆発し、ナショナルリーグのルーキー・オブ・ザ・マンスに選出された。合計では80試合に出場して打率.280、14本塁打、50打点を記録した。
2016年はフルシーズン、三塁のレギュラーに定着し、152試合に出場。規定打席に初めて到達し、打率は.255ながら、チームトップ（本塁打はライアン・ハワードと並びタイ）の25本塁打、88打点を記録した。
2017年は154試合に出場して打率.230、24本塁打、76打点を記録した。
2018年は131試合に出場して打率.270、22本塁打、68打点、1盗塁を記録した。
2019年は123試合に出場して打率.234、17本塁打、56打点を記録した。オフの12月2日にノンテンダーFAとなった。

### ロイヤルズ時代
2019年12月27日にカンザスシティ・ロイヤルズと295万ドルの単年契約を結んだ。
2020年は新型コロナウイルスの感染拡大の影響で60試合制となる中で全試合に出場した。オフの12月2日にノンテンダーFAとなった。

### オリオールズ時代

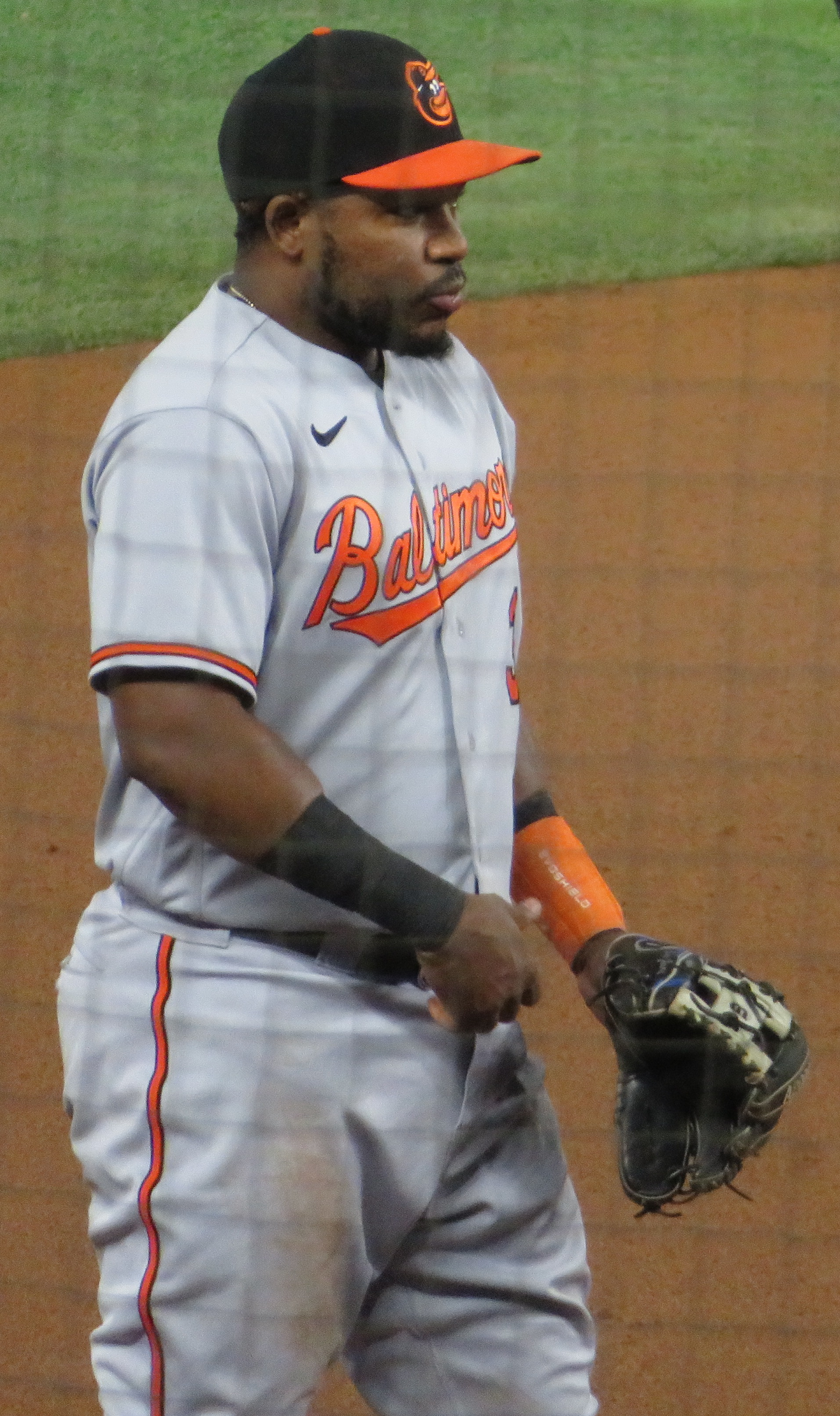
オリオールズ時代

2021年3月17日にボルチモア・オリオールズと80万ドルの単年契約を結んだ。オプションとして最大20万ドルの出来高が含まれる。オリオールズでは104試合に出場し、打率.210、11本塁打、47打点を記録したが、8月23日にDFAとなり、8月27日に自由契約となった。

### ナショナルズ時代

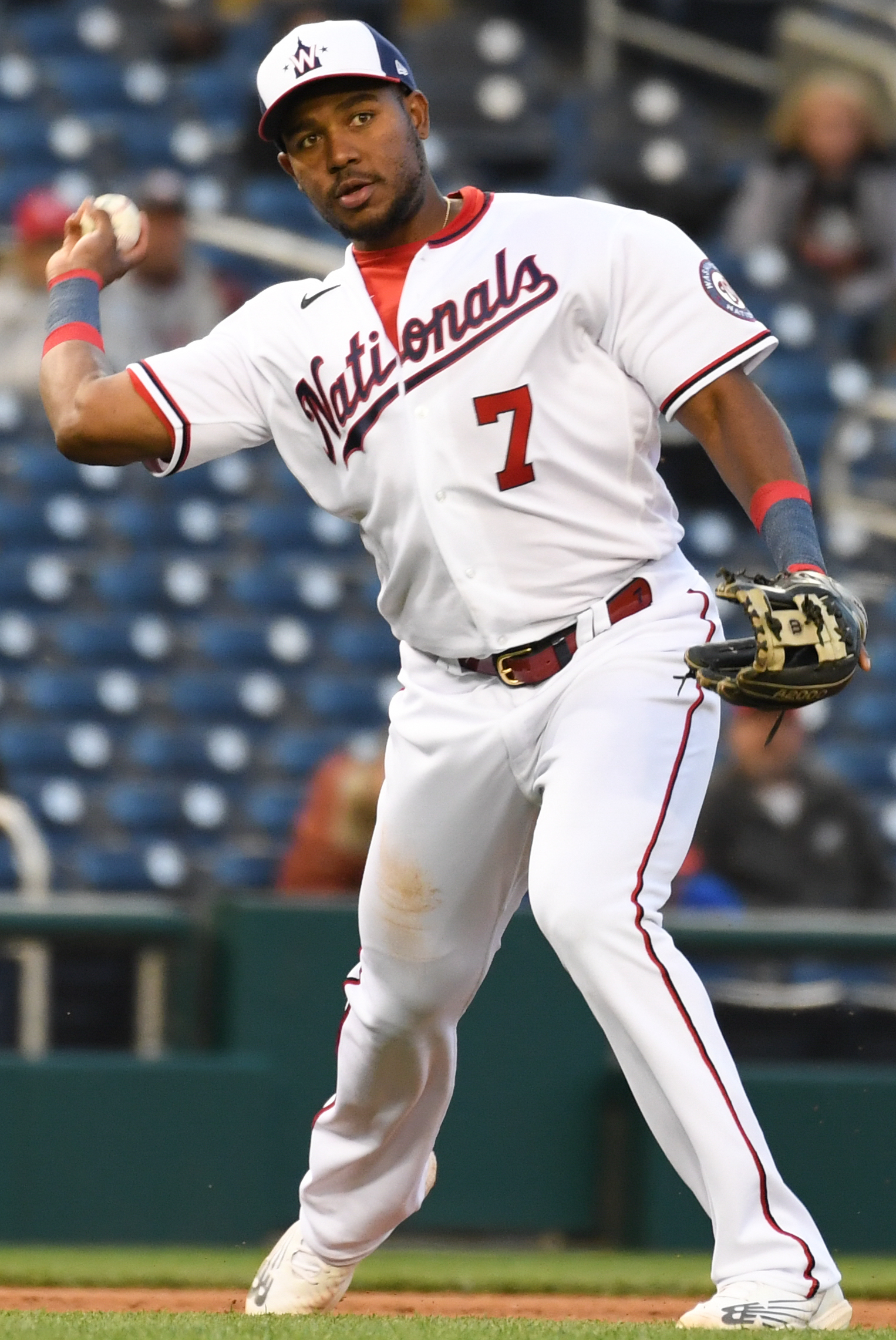
ナショナルズ時代

2021年12月12日にワシントン・ナショナルズとマイナー契約を結び、スプリングトレーニングに招待選手として参加することになった。
2022年4月7日に開幕ロースターに登録された。ナショナルズでは103試合に出場し、打率.229、9本塁打、39打点を記録したが、8月26日に自由契約となった。

### 楽天時代
2022年12月1日、東北楽天ゴールデンイーグルスが獲得を発表した。背番号は23。
2023年は開幕戦の対北海道日本ハムファイターズ戦（エスコンフィールドHOKKAIDO）に「3番・指名打者」で先発出場。本塁打を含む３安打の活躍を見せ、4月8日の対千葉ロッテマリーンズ戦（ZOZOマリンスタジアム）では澤村拓一から逆転のスリーランを放つなど上々の滑り出しを見せたが、打撃の状態を落とし、6月18日に登録を抹消された。6月30日に再び昇格し、シーズン終盤まで一軍に帯同した。シーズンでの打率は.221にとどまったが12本塁打を放ち2桁本塁打を記録した。2023年シーズンに来日した外国人選手で2桁本塁打を記録したのはフランコを含め3人のみで、両リーグを合わせても5人のみであった。
2024年は埼玉西武ライオンズとの開幕カードの1戦目と2戦目にいずれも「6番・指名打者」で先発出場したものの2試合とも2打席連続空振り三振に終わり代打を出され、4打席の中で1度もバットをボールに当てることが出来ずに、3戦目には一軍登録を抹消された。5月28日の対横浜DeNAベイスターズ戦（横浜スタジアム）で一軍に復帰。先発出場して3打席目でケイから今シーズン初ヒットとなる二塁打を放った。5月31日の対東京ヤクルトスワローズ戦（県営あづま球場）では9回一死一・二塁1点ビハインドの場面で村林一輝の代打で茂木栄五郎が告げられるが、これを見たヤクルトベンチが長谷川宙輝をマウンドに送ったため代打の代打として登場すると代わり端の初球を打ってそれが逆転サヨナラ3点本塁打となった。代打の代打でのサヨナラ本塁打は2006年のヴァル・パスクチ以来5人目、「逆転」となると1980年の門田博光以来2人目の快挙であった。また代打でのサヨナラ本塁打と代打の代打でのサヨナラ打・サヨナラ本塁打はいずれも球団史上初であり、更にこの勝利が球団通算100度目のサヨナラ勝利となった。

## 選手としての特徴
確実性に課題を残すものの、長打力が魅力のパワーヒッター。守備では三塁を本職に一塁もこなせるが、三塁で失策数リーグワーストを記録するなど難がある。

## 詳細情報

### 年度別打撃成績
| 年 度    | 球 団    | 試 合 | 打 席 | 打 数 | 得 点 | 安 打 | 二 塁 打 | 三 塁 打 | 本 塁 打 | 塁 打 | 打 点 | 盗 塁 | 盗 塁 死 | 犠 打 | 犠 飛 | 四 球 | 敬 遠 | 死 球 | 三 振 | 併 殺 打 | 打 率 | 出 塁 率 | 長 打 率 | O P S |
| -------- | -------- | ----- | ----- | ----- | ----- | ----- | -------- | -------- | -------- | ----- | ----- | ----- | -------- | ----- | ----- | ----- | ----- | ----- | ----- | -------- | ----- | -------- | -------- | ----- |
| 2014     | PHI      | 16    | 58    | 56    | 5     | 10    | 2        | 0        | 0        | 12    | 5     | 0     | 0        | 0     | 1     | 1     | 0     | 0     | 13    | 1        | .179  | .190     | .214     | .404  |
| 2015     | PHI      | 80    | 335   | 304   | 45    | 85    | 22       | 1        | 14       | 151   | 50    | 1     | 0        | 0     | 1     | 26    | 2     | 4     | 52    | 8        | .280  | .343     | .497     | .840  |
| 2016     | PHI      | 152   | 630   | 581   | 67    | 148   | 23       | 1        | 25       | 248   | 88    | 1     | 1        | 0     | 4     | 40    | 7     | 5     | 106   | 13       | .255  | .306     | .427     | .733  |
| 2017     | PHI      | 154   | 623   | 575   | 66    | 132   | 29       | 1        | 24       | 235   | 76    | 0     | 0        | 0     | 5     | 41    | 3     | 2     | 95    | 21       | .230  | .281     | .409     | .690  |
| 2018     | PHI      | 131   | 465   | 433   | 48    | 117   | 17       | 1        | 22       | 202   | 68    | 1     | 0        | 0     | 3     | 29    | 7     | 0     | 62    | 15       | .270  | .314     | .467     | .780  |
| 2019     | PHI      | 123   | 428   | 389   | 48    | 91    | 17       | 0        | 17       | 159   | 56    | 0     | 0        | 0     | 3     | 36    | 19    | 0     | 61    | 14       | .234  | .297     | .409     | .705  |
| 2020     | KC       | 60    | 243   | 223   | 23    | 62    | 16       | 0        | 8        | 102   | 38    | 1     | 0        | 0     | 4     | 16    | 1     | 0     | 38    | 4        | .278  | .321     | .457     | .778  |
| 2021     | BAL      | 104   | 403   | 377   | 31    | 79    | 22       | 0        | 11       | 134   | 47    | 0     | 0        | 0     | 3     | 20    | 0     | 3     | 67    | 12       | .210  | .253     | .355     | .608  |
| 2022     | WSH      | 103   | 388   | 371   | 31    | 85    | 15       | 0        | 9        | 127   | 39    | 1     | 0        | 0     | 3     | 12    | 0     | 2     | 75    | 18       | .229  | .255     | .342     | .597  |
| 2023     | 楽天     | 95    | 334   | 312   | 31    | 69    | 11       | 0        | 12       | 116   | 32    | 0     | 0        | 0     | 0     | 21    | 0     | 1     | 52    | 11       | .221  | .272     | .372     | .644  |
| 2024     | 楽天     | 68    | 243   | 229   | 20    | 50    | 5        | 0        | 8        | 79    | 30    | 0     | 0        | 0     | 3     | 9     | 0     | 2     | 49    | 7        | .218  | .251     | .345     | .596  |
| MLB：9年 | MLB：9年 | 923   | 3573  | 3309  | 364   | 809   | 163      | 4        | 130      | 1370  | 467   | 5     | 1        | 0     | 27    | 221   | 39    | 16    | 569   | 106      | .244  | .293     | .414     | .707  |
| NPB：2年 | NPB：2年 | 163   | 577   | 541   | 51    | 119   | 16       | 0        | 20       | 195   | 62    | 0     | 0        | 0     | 3     | 30    | 0     | 3     | 101   | 18       | .220  | .263     | .360     | .624  |

- 2024年度シーズン終了時
- 各年度の太字はリーグ最高

### 年度別守備成績
| 年 度 | 球 団 | 一塁（1B） | 一塁（1B） | 一塁（1B） | 一塁（1B） | 一塁（1B） | 一塁（1B） | 三塁（3B） | 三塁（3B） | 三塁（3B） | 三塁（3B） | 三塁（3B） | 三塁（3B） |
| 年 度 | 球 団 | 試 合      | 刺 殺      | 補 殺      | 失 策      | 併 殺      | 守 備 率   | 試 合      | 刺 殺      | 補 殺      | 失 策      | 併 殺      | 守 備 率   |
| ----- | ----- | ---------- | ---------- | ---------- | ---------- | ---------- | ---------- | ---------- | ---------- | ---------- | ---------- | ---------- | ---------- |
| 2014  | PHI   | 5          | 20         | 2          | 0          | 2          | 1.000      | 12         | 11         | 28         | 1          | 3          | .975       |
| 2015  | PHI   | 2          | 13         | 1          | 0          | 1          | 1.000      | 75         | 49         | 119        | 10         | 11         | .944       |
| 2016  | PHI   | -          | -          | -          | -          | -          | -          | 148        | 93         | 223        | 13         | 16         | .960       |
| 2017  | PHI   | 2          | 14         | 1          | 0          | 2          | 1.000      | 144        | 103        | 215        | 15         | 23         | .955       |
| 2018  | PHI   | -          | -          | -          | -          | -          | -          | 117        | 85         | 196        | 15         | 20         | .949       |
| 2019  | PHI   | 2          | 1          | 0          | 0          | 1          | 1.000      | 110        | 62         | 195        | 8          | 10         | .970       |
| 2020  | KC    | 2          | 8          | 0          | 0          | 2          | 1.000      | 51         | 29         | 89         | 6          | 17         | .952       |
| 2021  | BAL   | 2          | 3          | 0          | 0          | 0          | 1.000      | 99         | 66         | 166        | 8          | 15         | .967       |
| 2022  | WSH   | 4          | 13         | 2          | 0          | 1          | 1.000      | 99         | 59         | 196        | 11         | 15         | .959       |
| 2023  | 楽天  | 10         | 62         | 3          | 1          | 4          | .985       | 54         | 27         | 56         | 3          | 6          | .965       |
| 2024  | 楽天  | 37         | 320        | 11         | 1          | 24         | .997       | -          | -          | -          | -          | -          | -          |
| MLB   | MLB   | 19         | 72         | 6          | 0          | 9          | 1.000      | 855        | 557        | 1427       | 87         | 130        | .958       |
| NPB   | NPB   | 47         | 382        | 14         | 2          | 28         | .995       | 54         | 27         | 56         | 3          | 6          | .965       |

- 2024年度シーズン終了時
- 各年度の太字はリーグ最高

### 表彰
- ルーキー・オブ・ザ・マンス：1回（2015年6月）

### 記録

#### MiLB
その他の記録
- オールスター・フューチャーズゲーム選出：1回（2013年）

#### NPB
初記録
- 初出場・初先発出場：2023年3月30日、対北海道日本ハムファイターズ1回戦（エスコンフィールドHOKKAIDO）、3番・指名打者で先発出場[23]
- 初打席・初安打：同上、1回表に加藤貴之から右前安打[23][注 1]
- 初本塁打・初打点：同上、6回表に加藤貴之から左越2ラン[24]

その他の記録
- 代打の代打で代打逆転サヨナラ本塁打：2024年5月31日、対東京ヤクルトスワローズ1回戦（福島県営あづま球場）、9回裏に長谷川宙輝から左中越3ラン ※史上2人目[25]
- 代打逆転サヨナラ本塁打：同上 ※球団初[21]

### 背番号
- 7（2014年 - 2020年、2022年）
- 3（2021年）
- 23（2023年 - ）